# ラオス人
ラオス人（ラオスじん）は、ラオス国籍を有する者のこと。少数民族も含むため、ラオス人=ラーオ族ではない。
ラオス政府は少数民族の同化を進めるため、ラオス国籍保有者すべてをラオス人と定義し、その住む地域によって以下のように区別した。
- 低地ラーオ族（英語版） (ラーオルム)
- 丘陵地ラーオ族 (ラーオトゥン)
- 高地ラーオ族（英語版） (ラーオスーン)

このラオス人の分類法の特徴は高地に行くほど少数民族が多くなっていることである。このため、低地ラーオ族、および丘陵地ラーオ族が寄り高い地方にあるラーオ族に対し、大小・有名無形の差別をするという構造になっている。また、分類が言語によらず出生地域によった政治色の強い非常に荒いものであるため、学術的には利用されない事が多い。